# Tagavere (Saaremaa)
Tagavere est un village de la commune de Saaremaa (jusqu'en octobre 2017 commune de Orissaare) du comté de Saare en Estonie.
Au 31 décembre 2011, il comptait 116 habitants.